# Francis Ormand Jonathan Smith
Francis Ormand Jonathan Smith (* 23. November 1806 in Brentwood, New Hampshire; † 14. Oktober 1876 in Deering, Maine) war ein US-amerikanischer Politiker. Zwischen 1833 und 1839 vertrat er den Bundesstaat Maine im US-Repräsentantenhaus.

## Werdegang
Francis Smith besuchte die Phillips Exeter Academy in Exeter. Nach einem anschließenden Jurastudium und seiner im Jahr 1826 erfolgten Zulassung als Rechtsanwalt begann er in Portland in seinem neuen Beruf zu praktizieren. Zwischen 1829 und 1834 war er Anwalt an einem Militärgericht in Maine.
Politisch war Smith ein Anhänger von Präsident Andrew Jackson, dessen Demokratischer Partei er beitrat. Im Jahr 1831 saß er als Abgeordneter im Repräsentantenhaus von Maine; danach war er Mitglied und 1833 Präsident des Staatssenats. 1832 wurde er im zweiten Wahlbezirk von Maine in das US-Repräsentantenhaus in Washington, D.C. gewählt. Dort trat er am 4. März 1833 die Nachfolge von John Anderson an. Nach zwei Wiederwahlen konnte er bis zum 3. März 1839 drei zusammenhängende Legislaturperioden im Kongress absolvieren. Von 1837 bis 1839 war er Vorsitzender des Handelsausschusses. Seine beiden ersten Amtszeiten waren von heftigen Diskussionen um die Politik von Präsident Jackson überschattet. Dabei ging es um die Umsetzung des Indian Removal Act von 1828 auch gegen ein Urteil des Obersten Bundesgerichts und um die Zerschlagung der Bundesbank.
Bei den Wahlen des Jahres 1838 wurde er von seiner Partei nicht mehr nominiert. Daher fiel sein Mandat am 4. März 1839 an seinen Parteikollegen Albert Smith. In den folgenden Jahren arbeitete er mit Samuel Morse zusammen, der den Telegraphen entwickelte. In den Jahren 1863 und 1864 war Smith noch einmal Abgeordneter im Repräsentantenhaus von Maine. Er starb am 14. Oktober 1876 in Deering.